# Ćarakasanhita
Ćarakasanhita (चरकसंहिता, trl. carakasanhitā) – sanhita autorstwa Ćaraki traktująca o medycynie indyjskiej (ajurwedzie). Napisana w stylu mieszanym: zawiera fragmenty prozy i poezji. Obecnie znanych jest 17 komentarzy tego dzieła w sanskrycie.

## Autorzy
Podaje się, iż pierwotny autor dzieła – Ćaraka,  był uczniem Agniweśi, który z kolei był uczniem mitycznego wieszcza indyjskiego (rysziego) o imieniu Atreja Purnawasu. Współcześnie znana jest wersja w redakcji Drydhabala, który tekst uzupełniał.

## Budowa
Ćarakasamhita posiada osiem części (o nazwie prakarana) podzielonych na 30 rozdziałów. Tytuły prakran to:
1. Sutrasthana
2. Nidanasthana
3. Wimanasthana
4. Śarirasthana (natura duszy, opis jej powiązan z ciałem)
5. Indrijasthana
6. Ćiktsasthana
7. Kalpasthana
8. Siddhasthana

Opisują one zagadnienia ogólne jak pochodzenie medycyny i obowiązki lekarza, oraz poszczególne grupy chorób i właściwe im postępowanie.